# Przetacznik wczesny
Przetacznik wczesny (Veronica praecox All.) – gatunek rośliny z rodziny babkowatych (Plantaginaceae), w systemach XX-wiecznych klasyfikowany zwykle do trędownikowatych (Scrophulariaceae) lub przetacznikowatych (Veronicaceae). Występuje w Europie, północnej Afryce i Azji.

## Zasięg geograficzny
Występuje na trzech kontynentach:
- Europa: Albania, Austria, Belgia, Bułgaria, Czechy, Dania, Francja, Grecja, Hiszpania, Holandia, Mołdawia, Niemcy, Polska, Rosja, Rumunia, Słowacja, Szwajcaria, Szwecja, Ukraina, Węgry, Włochy, dawna Jugosławia
- północna Afryka: Algieria, Maroko, Tunezja
- Azja: Turcja, Azerbejdżan, Rosja (Kaukaz Północny)

W Polsce największe skupienia stanowisk znajdują się na Pomorzu Zachodnim, ziemi lubuskiej, Pojezierzu Gnieźnieńskim i Kujawach.

## Morfologia

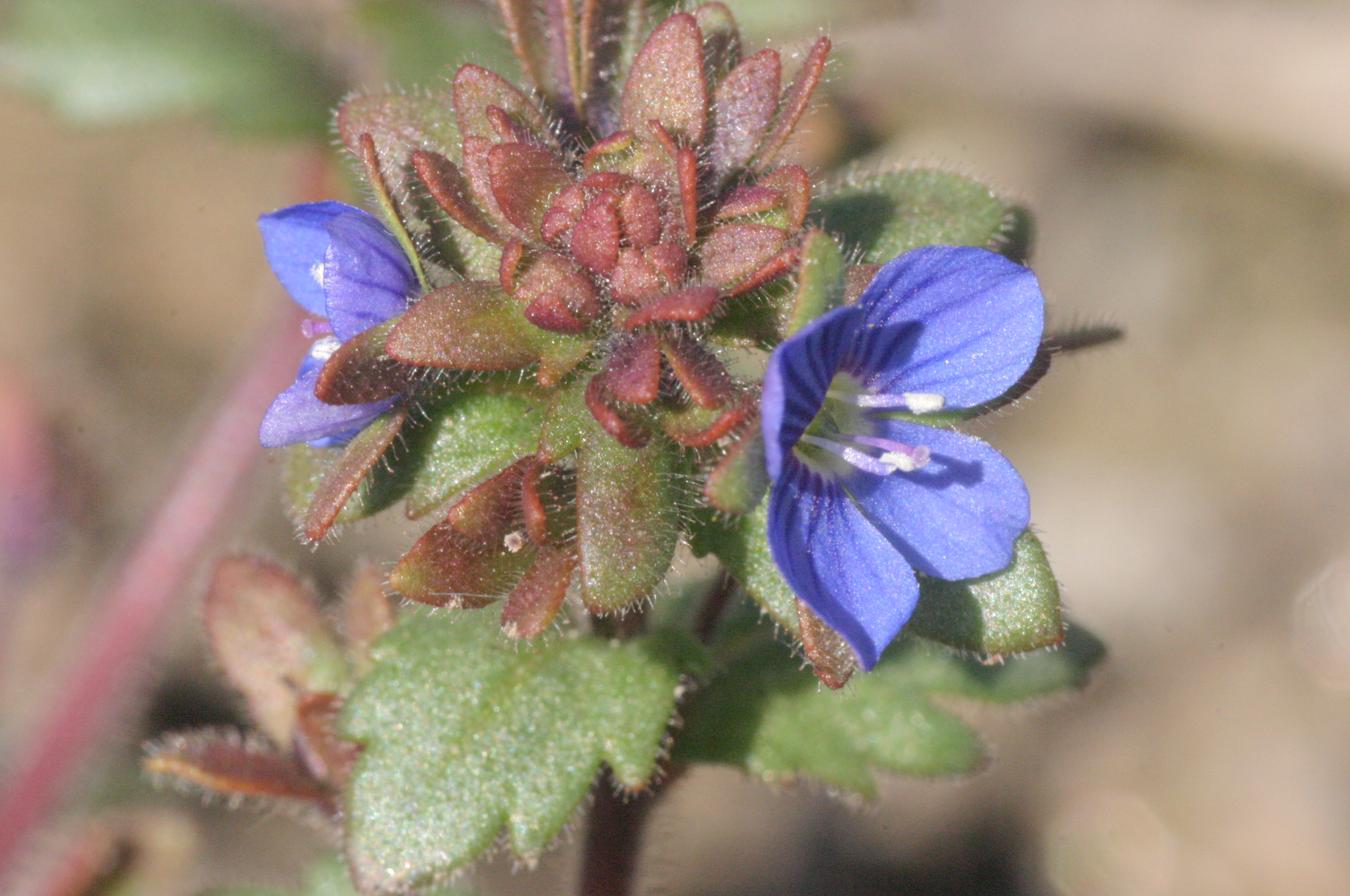
Kwiaty

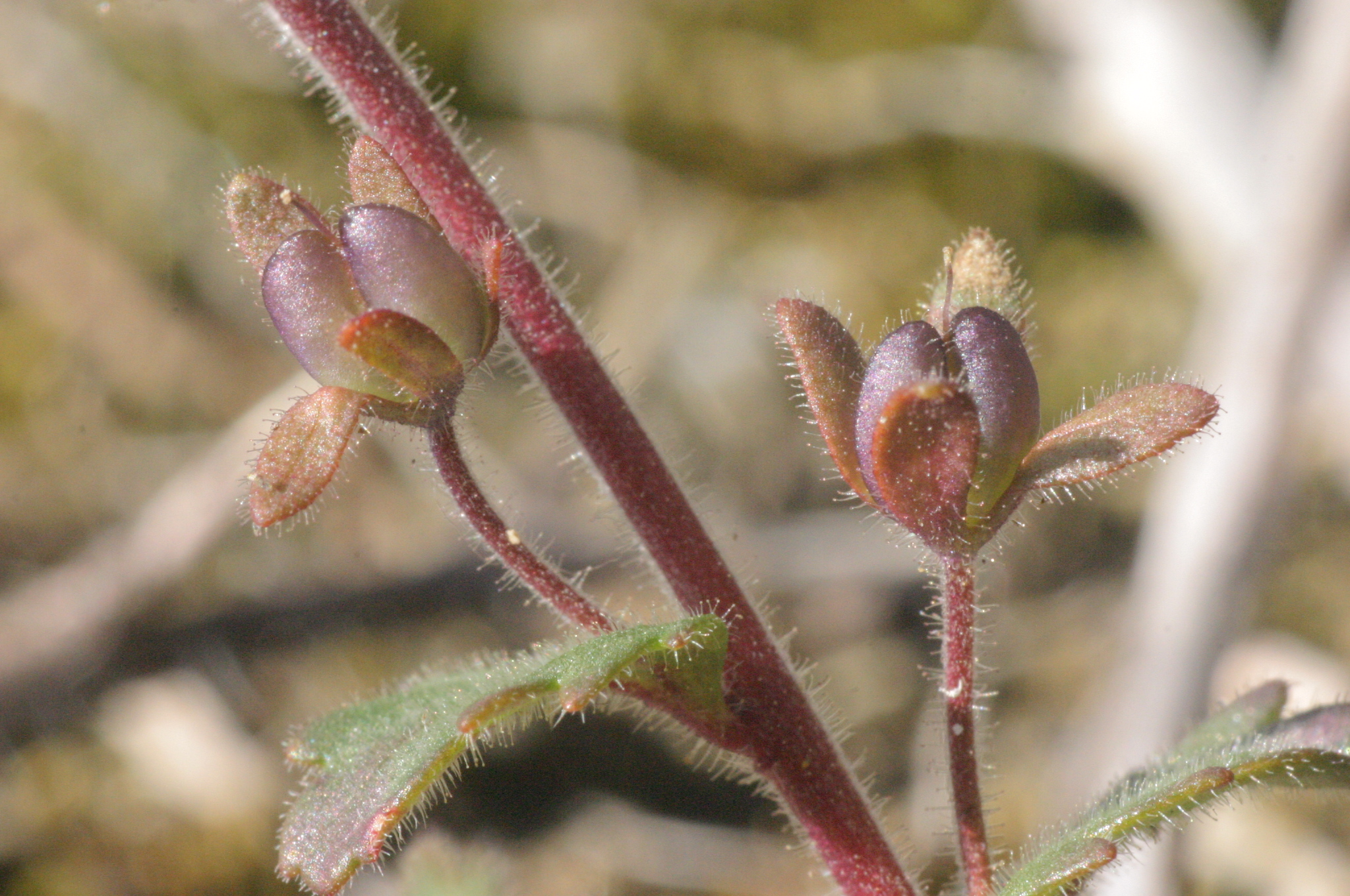
Torebki

PokrójDrobna, gruczołowato owłosiona roślina.
ŁodygaWzniesiona, do 20 cm wysokości.
LiścieZ krótkim ogonkiem, jajowate, sercowate u nasady, karbowano-piłkowane.
KwiatyNa szypułkach, ciemnoniebieskie.
OwocSłabo spłaszczona torebka.

## Biologia i ekologia
Roślina jednoroczna. Rośnie na polach uprawnych i w murawach kserotermicznych. Kwitnie od kwietnia do maja.

## Zagrożenia
Kategorie zagrożenia gatunku:
- Kategoria zagrożenia w Polsce według Czerwonej listy roślin i grzybów Polski (2006)[6]: E (wymierający); 2016: VU (narażony)[7].
- Kategoria zagrożenia w Polsce według Polskiej Czerwonej Księgi Roślin (2001)[4]: CR (krytycznie zagrożony); 2014: VU (narażony)[8].